# Roger Kornberg
Roger David Kornberg (ur. 24 kwietnia 1947 w Saint Louis, Missouri, Stany Zjednoczone) – chemik amerykański żydowskiego pochodzenia, profesor biologii strukturalnej na Uniwersytecie Stanforda, laureat Nagrody Nobla w dziedzinie chemii w 2006 za „badania molekularnego mechanizmu transkrypcji w komórkach eukariotycznych”, czyli za opisanie mechanizmu przekazującego informacje zawarte w jądrowym DNA na informacyjny RNA.
Studiował i otrzymał doktorat na Uniwersytecie Stanforda, pracował w MRC Laboratory of Molecular Biology w Cambridge, był wykładowcą na wydziale chemii biologicznej w Harvard Medical School (wydział lekarski Uniwersytetu Harvarda) zanim powrócił na Uniwersytet Stanforda, gdzie zaoferowano mu stanowisko profesora. Jest członkiem National Academy of Sciences (United States) oraz American Academy of Arts and Sciences.
Jest synem Arthura Kornberga, laureata Nagrody Nobla z medycyny z 1959 roku za odkrycie sposobu w jaki molekuły kwasu dezoksyrybonukleinowego (DNA) są reprodukowane w komórkach bakteryjnych i za odtworzenie (rekonstrukcję) tego procesu w warunkach laboratoryjnych.

## Nagrody i odznaczenia
- 1997 Harvey Prize z Technion
- 2002 Nagroda ASBMB-Merck
- 2002 Pasarow Award za badanie nad nowotworami
- 2002 Le Grand Prix Charles-Leopold Mayer
- 2005 General Motors Cancer Research Foundation’s Alfred P. Sloan Jr. Prize
- 2006 Nagroda Nobla w dziedzinie chemii